# 帕納 (伊利諾伊州)
帕納（英語：Pana）是一個位於美國伊利諾伊州克里斯蒂安縣和謝爾比縣的城市。

## 地理
帕納的座標為39°23′12″N 89°04′54″W / 39.38667°N 89.08167°W，而該地的平均海拔高度為213米（即699英尺）。

## 人口
根據2010年美國人口普查的數據，帕納的面積為10.71平方千米，當中陸地面積為9.91平方千米，而水域面積為0.80平方千米。當地共有人口5847人，而人口密度為每平方千米545.94人。